# Yaowapa Boorapolchai
Yaowapa Boorapolchai (in thailandese เยาวภา บุรพลชัย; Bangkok, 6 settembre 1984) è un'ex taekwondoka thailandese.

## Palmarès

### Olimpiadi
- 1 medaglia:
  - 1 bronzo (Atene 2004 nei 49 kg)

### Mondiali
- 2 medaglie:
  - 1 argento (Pechino 2007 nei pesi fin)
  - 1 bronzo (Garmisch 2003 nei pesi mosca)

### Campionati asiatici
- 1 medaglia:
  - 1 oro (Bangkok 2006 nei pesi fin)